# اعلامیه استقلال ایالات متحده آمریکا
اعلامیهٔ استقلال ایالات متحدهٔ آمریکا (به انگلیسی: United States Declaration of Independence)، بیانیه‌ای بود که در ۴ ژوئیهٔ ۱۷۷۶ به تصویب کنگرهٔ قاره‌ای رسید. این اعلامیه، استقلال سیزده مستعمره‌نشین را که در حال جنگ با بریتانیای کبیر بودند بیان می‌دارد و به صراحت از تصمیم این مستعمره‌نشین‌ها به جدایی از امپراتوری بریتانیا سخن می‌گوید. هدف این اعلامیه که عمدتاً توسط توماس جفرسون نگاشته شده بود، توضیح رسمی این واقعیت به جهانیان بود که چرا تقریباً یک سال پس از آغاز جنگ‌های انقلاب آمریکا، کنگرهٔ این کشور در ۲ ژوئیه رأی به استقلال از بریتانیا داد. همه ساله چهارم ژوئیه —سالروز تأیید متن و عبارت‌بندی اعلامیه توسط کنگره— به عنوان روز استقلال آمریکا جشن گرفته می‌شود.
پس از تأیید متن اعلامیه در ۴ ژوئیه، کنگره اعلامیهٔ استقلال را به طرق مختلفی منتشر کرد. در ابتدا تعدادی نسخه از آن را به چاپ رساند که به صورت گسترده توزیع شدند و برای عموم مردم خوانده شدند. مشهورترین نسخهٔ اعلامیهٔ استقلال،امضا شده ای است که اغلب به عنوان اعلامیهٔ استقلال در نظر گرفته می‌شود، و در دفتر ملی بایگانی آمریکا در واشینگتن دی‌سی به نمایش گذارده شده است. اگرچه عبارت‌بندی متن اعلامیه در چهارم ژوئیه به تصویب کنگره رسید، در تاریخ امضا شدنش اختلافاتی وجود دارد. اغلب مورخان اذعان دارند که اعلامیه تقریباً یک ماه پس از تصویبش، در ۲ اوت ۱۷۷۶ به امضای نمایندگان دومین کنگرهٔ قاره‌ای رسید و نه در ۴ ژوئیه و به آن شکلی که عموم مردم می‌پندارند.
منابع و تفاسیر اعلامیهٔ استقلال، موضوع بسیاری از تحقیقات علمی بوده‌ است. اعلامیه دلیل استقلال‌خواهی ایالات متحده از بریتانیای کبیر را نارضایتی مستعمره‌نشینان از پادشاهی جورج سوم توجیه می‌کند و حقوق مسلم معینی، از قبیل حق انقلاب را مطالبه می‌کند. پس از آن که اعلامیه وظیفهٔ اصلی‌اش را که اعلام استقلال ایالات متحده به جهانیان بود انجام داد، از کانون توجه‌ها دور شد. لیکن اهمیت اعلامیه با مرور زمان اندک اندک افزایش پیدا کرد، به خصوص جملهٔ دوم آن که نوعی بیان کلی از حقوق بشر است:
ما این حقایق را بدیهی می‌دانیم که همه انسان‌ها برابر آفریده شده‌اند و برخی حقوق غیرقابل انکار توسط پروردگار به آن‌ها اعطا شده است، از جمله این موارد حق زندگی، آزادی و جستجوی خوشبختی است.
این جمله یکی از مشهورترین جملات به زبان انگلیسی و از تأثیرگذارترین و مهم‌ترین واژگان تاریخ آمریکا به‌شمار می‌آید. این عبارت اغلب برای احقاق حقوق گروه‌های به حاشیه رانده‌شده‌ استفاده می‌شود و در نظر بسیاری، آرمانی است که ایالات متحده برای رسیدن به آن باید به سختی کوشش کند. آبراهام لینکلن بر باور داشتن به این دیدگاه تأثیر به‌سزایی داشت. او اعلامیهٔ استقلال را شالوده و اساس عقاید فلسفی و سیاسی‌اش می‌دانست و عقیده داشت که اعلامیهٔ استقلال باید مرجع تفسیر قانون اساسی ایالات متحده قرار گیرد.

## پیش‌زمینه
به من اعتماد کنید. در سرتاسر امپراتوری بریتانیا هیچ مردی به اندازهٔ من تا این حد از صمیم قلب راغب به برقرای اتحاد با بریتانیای کبیر نیست. اما قسم به آفریننده‌ام، ترجیح می‌دهم نباشم تا آنکه به این رابطه تحت چنین شرایطی تن دهم. به گمانم احساسات عمومی آمریکاییان در این باره همراه با من است.
—توماس جفرسون، ۲۹ نوامبر ۱۷۷۵

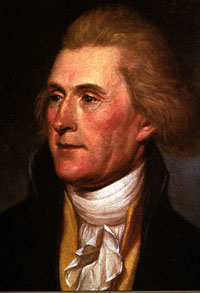
توماس جفرسون، نویسندهٔ اصلی اعلامیهٔ استقلال

در زمان تصویب اعلامیهٔ استقلال در ژوئیهٔ ۱۷۷۶، سیزده مستعمره و بریتانیای کبیر یک سال بود که درگیر جنگ با یکدیگر بودند. روابط مستعمرات سیزده‌گانه با سرزمین مادری با پایان جنگ هفت ساله (جنگ میان فرانسه و بریتانیا) در ۱۷۶۳ رو به وخامت گذارد. این جنگ دولت بریتانیا را دچار بدهی‌های سنگینی کرد و پارلمان بریتانیا را به این فکر انداخت تا با تصویب یک سری عوارض گمرکی، درآمد مالیاتی از مستعمرات را افزایش دهد. به اعتقاد پارلمان این قوانین، نظیر قانون ۱۷۶۵ تمبر و قوانین ۱۷۶۷ تاونزد، راه‌حلی مشروع برای سهیم کردن مستعمرات در پرداخت هزینه‌های نگه‌داری مستعمره‌ها در امپراتوری بریتانیا بود.
بسیاری از مستعمرات شروع به رواج دادن مفهوم جدیدی از امپراتوری بریتانیا کردند. از آنجایی که مستعمرات به‌طور مستقیم در پارلمان بریتانیا حضور نداشتند، چنین استدلال می‌کردند که پارلمان حق ندارد بر آن‌ها مالیات ببندد. این اختلاف مالیاتی، جزئی از واگرایی عظیم‌تر بین دو تفسیر بریتانیایی و آمریکایی از قانون اساسی بریتانیا و میزان نفوذ پارلمان در مستعمرات بود. دیدگاه سنتی بریتانیایی که از انقلاب باشکوه ۱۶۸۸ نشئت می‌گرفت، پارلمان بریتانیا را قدرت عالی در سرتاسر امپراتوری می‌انگاشت و در نتیجه هر اقدام پارلمان را، مطابق با قانون اساسی می‌پنداشت. در مستعمرات این دیدگاه به تدریج شکل می‌گرفت که قانون اساسی بریتانیا حقوق بنیادی معینی را برای هر فرد به رسمیت شناخته که هیچ دولتی، حتی خود پارلمان بریتانیا، نباید نقضشان کند. حتی پس از تصویب قوانین تاونزند، تعدادی از مقاله‌نویسان این دیدگاه را با طرح این سؤال که آیا اصلاً پارلمان حق مشروعی برای دخالت در امور مستعمره‌نشینان را دارد، تقویت کردند. تا سال ۱۷۷۴ نویسنده‌های آمریکایی نظیر، ساموئل آدامز، جیمز ویلسون، و توماس جفرسون با پیش‌بینی تأسیس اتحادیه کشورهای مشترک‌المنافع، استدلال می‌کردند که پارلمان فقط قوهٔ مقننهٔ بریتانیای کبیر است و مستعمرات که خود قوهٔ مقننه دارند، تنها به واسطهٔ وفاداری به پادشاه است که به مابقی امپراتوری متصل‌اند.

### تشکیل کنگره
پس از تصویب قوانین قهری در سال ۱۷۷۴ که به منظور اعمال مجازات بر ضد استان ماساچوست به دلیل واقعهٔ چای انجام می‌گرفت، موضوع تسلط پارلمان بر مستعمره‌نشین‌ها به یک بحران تبدیل شد. در دید بسیاری از مستعمره‌نشین‌ها قوانین قهری، برخلاف قانون اساسی بریتانیا بود و تهدیدی برای آزادی آمریکای بریتانیا به‌شمار می‌رفت. اولین کنگرهٔ قاره‌ای در سپتامبر ۱۷۷۴ در فیلادلفیا تشکیل شد و هدف آن هماهنگ شدن مستعمرات برای پاسخ دادن به قوانین قهری بود. کنگره کالاهای بریتانیایی را تحریم کرد و دادخواستی مبنی بر لغو قوانین قهری به پادشاه تقدیم کرد. اقدامات کنگره بی‌ثمر ماند، زیرا که پادشاه جورج سوم و دولت لرد نرت مصمم بودند تا از موضع اقتدار پارلمانی در بریتانیا عدول نکنند. پادشاه در نوامبر ۱۷۷۴ در نامه‌ای به نخست‌وزیر لرد نرت نوشت: «آمریکایی‌ها باید تصمیمشان را بگیرند که آیا می‌خواهند به بریتانیا متعهد باقی بمانند یا مستقل شوند.»
حتی پس از آغاز درگیری‌های جنگ انقلاب آمریکا در لگزینگتون و کنکورد در آوریل ۱۷۷۵، هنوز مستعمره‌نشینان به مصالحه با بریتانیای کبیر امیدوار بودند. به هنگام آغاز به کار دومین کنگرهٔ قاره‌ای در مجلس ایالتی پنسیلوانیا در فیلادلفیا در مهٔ ۱۷۷۵، برخی از نمایندگان به استقلال نهایی امید داشتند، اما هنوز هیچ‌کس حتی فکر اعلام استقلال را هم در ذهن نمی‌پروراند. اگرچه مستعمره‌نشینان به این باور رسیده بودند که دیگر پارلمان حق حاکمیت بر آن‌ها را ندارد، ولی هنوز به پادشاه جورج سوم اعلام وفاداری می‌کردند و گمان می‌کردند که او در این قضیه پادرمیانی خواهد کرد. اما اواخر سال ۱۷۷۵ وقتی که پادشاه از خواندن دادخواست شاخهٔ زیتون امتناع کرد و بیانیهٔ شورش را منتشر کرد و قبل از موضع‌گیری پارلمان اظهار داشت که حتی «پیشنهادهای دوستانهٔ کمک خارجی‌ها» برای سرکوب شورش را نیز مد نظر قرار خواهد داد، هرگونه امید مستعمره‌نشینان به پادرمیانی پادشاه نقش بر آب شد. اقلیت طرفدار آمریکا در پارلمان هشدار دادند که این اقدامات دولت، مستعمره‌نشینان را به سوی استقلال سوق خواهد داد.

## به سوی استقلال
در ژانویهٔ ۱۷۷۶ هنگامی که مستعمره‌نشینان پی بردند که پادشاه مایل نیست تا به عنوان میانجی وساطت کند، جزوهٔ حس مشترک توماس پین منتشر شد. پین که به تازگی از انگلستان به آمریکا آمده بود، در راستای استقلال مستعمرات کوشش می‌کرد و از جمهوریت به عنوان جایگزین حکومت پادشاهی و موروثی طرفداری می‌نمود. حس مشترک حرف جدیدی برای گفتن نداشت و احتمالاً تأثیر اندکی بر اعضای کنگره در راستای گام برداشتن به سوی استقلال داشته‌است؛ اما اهمیت آن در این نکته نهفته‌است که مردم را به بحث‌های عمومی دربارهٔ موضوعاتی تحریک و تهییج کرد که تا پیش از آن کمتر کسی جرأت مطرح کردنش را در عرصهٔ عمومی داشت. پس از انتشار جزوهٔ پین، حمایت مردم از جدایی از بریتانیا به طرز فزاینده‌ای افزایش یافت.

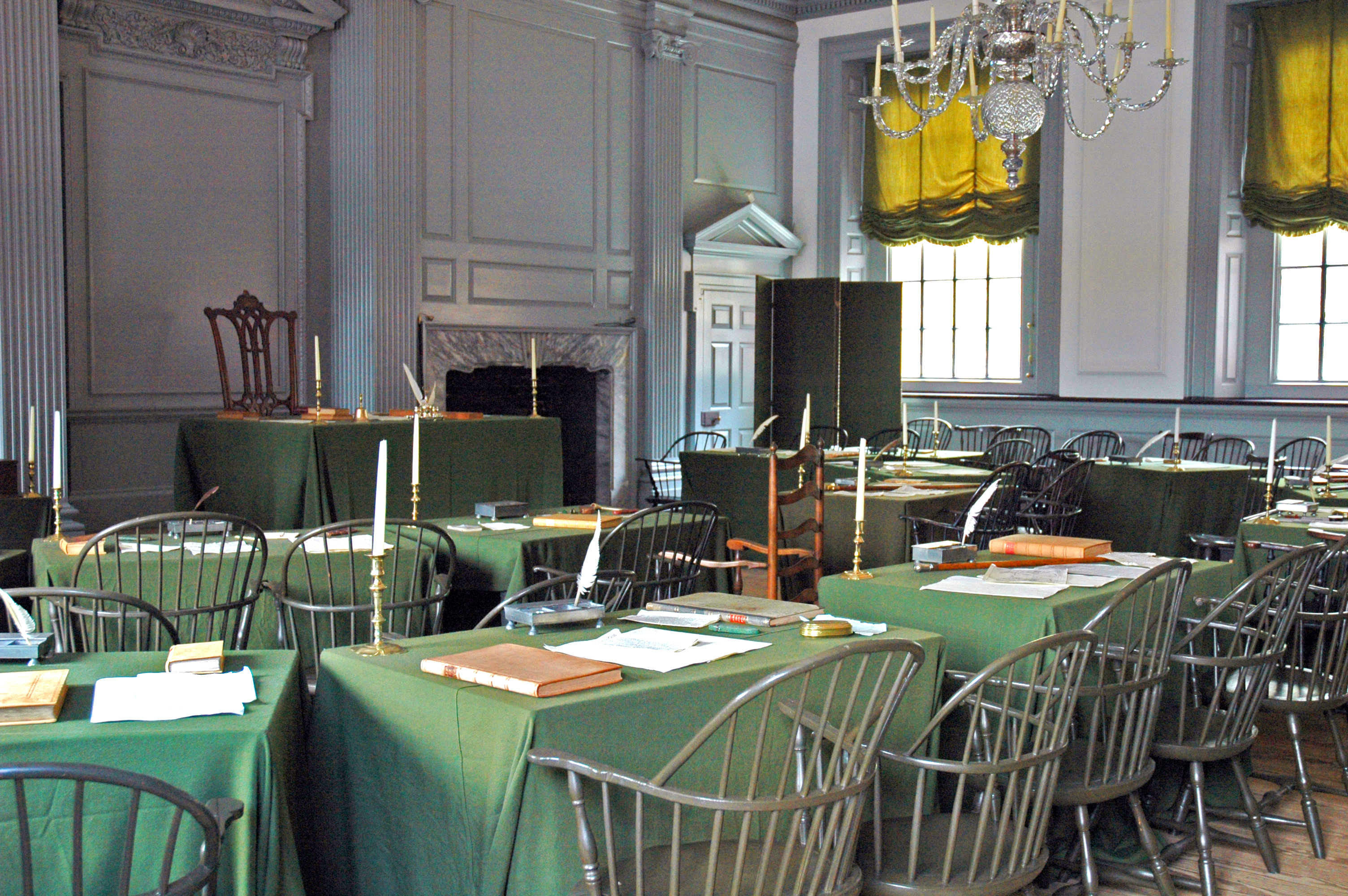
اتاق تشکیل جلسات در تالار استقلال فیلادلفیا، مکانی که دومین کنگرهٔ قاره‌ای اعلامیهٔ استقلال را تصویب کرد.

در شرایطی که برخی از مستعمره‌نشینان هنوز به مصالحه امید داشتند، جریاناتی که در اوایل ۱۷۷۶ روی داد حمایت عمومی از استقلال را گسترش داد. در فوریهٔ ۱۷۷۶، مستعمره‌نشینان از تصویب قانونی در پارلمان باخبر شدند که قانون منعی نام داشت و به موجب آن بندرها آمریکایی محاصره می‌شد و کشتی‌های آمریکایی را کشتی‌های دشمن اعلام می‌کرد. جان آدامز، حامی شدید استقلال، اعتقاد داشت که پارلمان قبل از آنکه کنگره قادر به اعلام استقلال شود، علناً استقلال آمریکا را اعلام کرده‌است. آدامز قانون منعی را «قانون استقلال» می‌دانست و آن را «جدایی کامل از امپراتوری بریتانیا» تعبیر می‌کرد. وقتی مشخص شد که پادشاه مزدورانی آلمانی را علیه اتباع آمریکایی‌اش استخدام کرده‌است، حمایت از اعلام استقلال بیشتر شد.
علی‌رغم حمایت فزایندهٔ مردمی از استقلال، کنگره اختیار کامل برای اعلام آن را نداشت. نمایندگان کنگره توسط سیزده دولت متفاوت انتخاب شده بودند و مقید به دستورالعمل‌هایی بودند که از جانب دولت متبوعشان برایشان تعیین می‌شد. دولت‌ها نیز خود شامل مجامع ماورای قانون، کمیته‌های موقتی، و مجالس منتخب بودند. صرف نظر از نظرات شخصی نمایندگان، آنان نمی‌توانستند به استقلال ایالات متحده رأی دهند مگر آنکه دولت متبوعشان به آن‌ها چنین دستوری می‌داد. در واقع چندین مستعمره صراحتاً نمایندگانشان را از برداشتن هر گامی به سوی استقلال منع کرده بودند، برخی از مستمرات نیز دستورالعمل مبهمی راجع به این موضوع داشتند. همان‌طور که احساسات عمومی هر چه بیشتر به سوی استقلال پیش می‌رفت، طرفداران استقلال به دنبال اصلاح و تغییر دستورالعمل‌های کنگره‌ای بودند. برای آنکه کنگره اعلام استقلال کند می‌بایست اکثریت نمایندگی‌ها به استقلال رأی می‌دادند و حداقل دولت یکی از مستعمره‌ها می‌بایست به نماینده‌اش ابلاغ می‌کرد تا طرح اعلام استقلال را در کنگره به جریان بیندازد. بین آوریل و ژوئیهٔ ۱۷۷۶ یک «جنگ پیچیدهٔ سیاسی» بدین منظور روی داده بود.

### اصلاح دستورالعمل‌ها
در نهضت اصلاح دستورالعمل‌های کنگره‌ای، بسیاری از آمریکایی‌ها رسماً حمایتشان از جدایی از بریتانیای کبیر را در آنچه عملاً اعلامیه‌های استقلال ایالتی و محلی بود، اعلام داشتند. پائولین مایر، مورخ آمریکایی، بیش از نود اعلامیهٔ این‌چنینی را شناسایی کرده‌است که از آوریل تا ژوئیهٔ ۱۷۷۶ در سرتاسر سیزده مستعمره منتشر شده‌اند. این «اعلامیه‌ها» اشکال مختلفی داشتند. برخی رسمی و حاوی دستورالعملی برای نمایندگان کنگره بودند نظیر تصمیمات هالیفکس در ۱۲ آوریل که به موجب آن کارولینای شمالی نخستین مستعمره‌ای شد که صریحاً به نمایندگانش اجازه داد به نفع استقلال رأی دهند. سایر «اعلامیه‌ها» مصوبات قوهٔ مقننه بودند که رسماً به فرمانروایی بریتانیا در مستعمرات خاتمه می‌دادند، نظیر آنچه در ۴ مه رخ داد و قوهٔ مقننهٔ رودآیلند نخستین قوهٔ مقننه‌ای در میان قوای مقننهٔ سیزده مستعمره شد که استقلال از بریتانیا را اعلام کرد. بسیاری از «اعلامیه‌ها» تصمیماتی بود که توسط جلسه‌هایی در سطح شهر یا شهرستان اتخاذ می‌شد و پیشنهاد می‌کرد که از استقلال حمایت شود. تعداد کمی نیز به شکل دستورالعمل هیئت ژوری بودند، نظیر بیانیه‌ای که ۲۳ آوریل ۱۷۷۶ توسط قاضی ارشد کارولینای جنوبی، ویلیام هنری درایتون، منتشر شد: «قانون این سرزمین مرا مجاز می‌دارد تا اعلام کنم . . . که جورج سوم، پادشاه بریتانیای کبیر . . . هیچ تسلطی بر ما ندارد و ما نیز هیچ تعهدی به فرمانبرداری از او نداریم.» اکثر این اعلامیه‌ها هم‌اکنون ناشناخته‌اند و ارزش آن‌ها تحت تأثیر اعلامیه‌ای که در ۴ ژوئیه در کنگره به تصویب رسید، رنگ باخته‌است.
برخی از مستعمرات از تصمیم قبلی خود مبنی بر پشتیبانی از استقلال منصرف شدند. کانون مقاوت و مخالفت در مستعمرات میانی نیویورک، نیوجرسی، مریلند، پنسیلوانیا، و دلاویر بود. طرفداران استقلال به پنسیلوانیا به عنوان مستعمرهٔ کلیدی می‌نگریستند؛ آن‌ها معتقد بودند که اگر پنسیلوانیا به نهضت طرفداران استقلال بپیوندد، سایر مستعمره‌ها نیز همان راه را پیش خواهند گرفت. با این وجود در ۱ مه طی انتخاباتی که بر موضوع استقلال متمرکز شده‌بود، مخالفان استقلال کنترل مجلس پنسیلوانیا را در دست گرفتند. در واکنش به این انتخاب، کنگره در ۱۰ مه قطعنامه‌ای را به تصویب رساند که توسط جان آدامز و ریچارد هنری لی پیشنهاد شده بود و خواستار آن می‌شد که مستعمراتی که «دولتشان قادر به رفع سختی‌های گذران امور نیست»، بتوانند یک دولت جدید برگزینند. قطعنامه به اتفاق آرا و بدون حتی یک مخالف تصویب شد و حتی مورد حمایت جان دیکنسون، نمایندهٔ پنسیلوانیا و رهبر گروه مخالفان استقلال در کنگره نیز واقع شد زیرا که او عقیده داشت این قانون در حوزهٔ نمایندگی‌اش به کار نخواهد آمد.

### مقدمهٔ ۱۵ مه
امروز کنگره مهم‌ترین قطعنامه‌ای را تصویب کرد که تا به حال در آمریکا مورد اجماع واقع شده‌است.

جان آدامز ۱۵ مهٔ ۱۷۷۶
بنا بر رسم و سنت، کنگره کمیته‌ای را منصوب کرد تا پیش‌نویس مقدمه‌ای را تهیه کند که اهداف قطعنامه را توضیح می‌داد. جان آدامز که عهده‌دار تهیهٔ پیش‌نویس شد در آن بیان داشت که چون پادشاه جورج سوم سازش و مصالحه را رد کرده و حتی مزدورانی خارجی را استخدام کرده‌است تا علیه مستعمرات از آن‌ها استفاده کند «واجب است که تا هر روشی که به اعمال قدرت زیر سلطنت نامبرده منتهی می‌شود، سرکوب گردد». نزد همگان آشکار بود که معنای مقدمهٔ تهیه‌شده توسط آدامز، ترغیب و تشویق به براندازی دولت‌های پنسیلوانیا و مریلند بود که همچنان به پادشاه بریتانیا وفادار بودند. کنگره پس از چند روز بحث و بررسی در ۱۵ مه مقدمهٔ پیشنهادی آدامز را تصویب کرد، اما چهار مستعمره از مستعمرات میانی رأی مخالف دادند و نمایندگان مریلند به نشانهٔ اعتراض کنگره را ترک کردند. آدامز مقدمهٔ ۱۵ مهٔ خویش را عملاً یک اعلامیهٔ استقلال در نظر می‌گرفت، با این وجود او به خوبی آگاه بود که هنوز باید یک اعلامیهٔ رسمی تهیه شود.

### قطعنامهٔ لی و ضربهٔ نهایی
در همان روزی که کنگره مقدمهٔ پیشنهادی آدامز را تصویب کرد، مجمع ویرجینیا پیش‌زمینه‌های لازم برای اعلام رسمی استقلال از جانب کنگره را آماده و مهیا کرد. در ۱۵ مه، مجمع ویرجینیا به نمایندگانش در کنگره ابلاغ کرد که «به اعضای محترم کنگره پیشنهاد رسمی دهند که مستعمره‌های متحد را آزاد و مستقل اعلام کند و آن‌ها را از هرگونه سرسپردگی یا وابستگی به پادشاه یا پارلمان بریتانیای کبیر مبری و معاف کند». بر طبق این دستورالعمل‌ها، ریچارد هنری لی، نمایندهٔ ویرجینیا، در ۷ ژوئن قطعنامه‌ای سه قسمتی را به کنگره تحویل داد. این قطعنامه که مورد حمایت جان آدامز بود خواهان آن می‌شد که کنگره اعلام استقلال کند، سیاست خارجی مستقلی در پیش گیرد، و طرحی را برای تشکیل کنفدراسیون مستعمرات آماده کند. قسمتی از قطعنامه که به اعلام استقلال مربوط می‌شود چنین است:
نمایندگان ویرجینیا، مطابق دستورالعمل‌های انتخاب‌کنندگان خود، پیشنهاد می‌کنند که کنگره باید اعلام کند که مستعمره‌های متحد، دولت‌هایی آزاد و مستقل‌اند و به حق باید باشند، و از قید هرگونه تبعیت از پادشاهی بریتانیا آزادند، و هرگونه پیوند سیاسی بین آن‌ها و دولت بریتانیای کبیر به کلی قطع شده‌است و باید بشود.
قطعنامهٔ لی در بحث‌ها و بررسی‌هایی که متعاقب آن انجام گرفت با مخالفت مواجه شد. مخالفان قطعنامه در حالی که معترف بودند آشتی و سازش با بریتانیای کبیر نامحتمل است استدلال می‌کردند که هنوز برای اعلام استقلال زود است و تضمین دریافت کمک خارجی باید در اولویت قرار گیرد. طرفداران استقلال نیز با این استدلال مخالفان ضدیت می‌کردند و بیان می‌داشتند که دول خارجی در یک نزاع داخلی بریتانیا دخالت نخواهند کرد فلذا اعلام رسمی استقلال لازم و ضروری است تا کمک گرفتن از خارجی‌ها ممکن شود. آن‌ها بر این موضوع پافشاری می‌کردند که تمام آنچه کنگره باید انجام دهد «اعلام حقیقتی است که پیش از این برای همه محرز بوده‌است». نمایندگان پنسیلوانیا، دلاویر، نیوجرسی، مریلند و نیویورک هنوز از جانب دول متبوع خود اجازه نداشتند تا به استقلال رأی دهند و حتی برخی از آن‌ها تهدید می‌کردند که اگر قطعنامه تصویب شود، کنگره را ترک خواهند کرد. کنگره در ۱۰ ژوئن تصمیم گرفت تا ادامهٔ مباحث در خصوص قطعنامهٔ لی را به سه هفته بعد موکول کند. تا آن موقع کنگره در نظر داشت که کمیته‌ای را مأمور تهیهٔ سندی کند که اگر قطعنامهٔ لی به هنگام طرح مجدد در ژوئیه به تصویب رسید، آن سند استقلال آمریکا را اعلام و توجیه کند.
حمایت از اعلام استقلال از جانب کنگره در هفته‌های پایانی ژوئن ۱۷۷۶ استحکام یافت. در ۱۴ ژوئن، مجلس کنتیکت به نمایندگانش ابلاغ کرد تا پیشنهاد استقلال کنند، و روز بعد مجالس قانون‌گذاری نیوهمپشر و دلاویر به نمایندگانشان اجازه دادند تا اعلام استقلال کنند. در پنسیلوانیا، کشمکش‌های سیاسی با انحلال مجلس مستعمره خاتمه یافت، و در ۱۸ ژوئن هیئتی جدید از کمیته‌ها تحت ریاست توماس مک‌کین به نمایندگان پنسیلوانیا در کنگره اجازه داد تا به نفع استقلال رأی دهند. در ۱۵ ژوئن، کنگرهٔ استانی نیوجرسی که از ژانویهٔ ۱۷۷۶ بر این استان حکومت می‌کرد، تصمیم گرفت که ویلیام فرانکلین، فرماندار سلطنتی و فرزند بنجامین فرانکلین، را «دشمن آزادی این سرزمین» معرفی و سپس او را دستگیر کند. در ۲۱ ژوئن، آن‌ها نمایندگانی جدید برگزیدند و به آن نمایندگان اختیار دادند تا به جنبش استقلال‌طلبی بپیوندند.
تنها نمایندگان مریلند و نیویورک باقی‌مانده بودند که هنوز از جانب دولت‌های متبوعشان مجاز به پیوستن به جنبش استقلال‌طلبی نشده بودند. هنگامی که کنگره در ۱۵ مه مقدمهٔ آدامز را تصویب کرد، نمایندگان مریلند از کنگره خارج شدند و رونوشتی از مقدمهٔ آدامز را به مجمع مریلند فرستادند تا دستورهای جدیدی از جانب آن‌ها ابلاغ شود. در ۲۰ مه، مجمع مریلند مقدمهٔ آدامز را رد کرد و به نمایندگانش دستور داد که همچنان مخالف استقلال بمانند، اما ساموئل چیس به مریلند رفت و به کمک قطعنامه‌هایی محلی که به طرفداری از استقلال صادر شده بودند توانست در ۲۸ مه نظر مجمع مریلند را تغییر دهد. تنها نمایندگان نیویورک بودند که نتوانستند دستورهایی که از جانب دولت متبوعشان به آن‌ها ابلاغ می‌شد را تغییر دهند. هنگامی که در ۸ ژوئن کنگره مشغول بررسی قطعنامهٔ لی بود، کنگرهٔ استانی نیویورک از نمایندگانش خواست که صبر پیشه کنند و منتظر بمانند. در ۳۰ ژوئن، کنگرهٔ استانی، نیویورک را به دلیل نزدیک شدن نیروهای بریتانیایی تخلیه کرد و اعلام کرد که تا ۱۰ ژوئیه تشکیل جلسه نخواهد داد و این بدین معنی بود که نمایندگان نیویورک مجاز نیستند تا اعلام استقلال کنند مگر بعد از آنکه کنگره تصمیمش را گرفته باشد.

## پیش‌نویس و تصویب

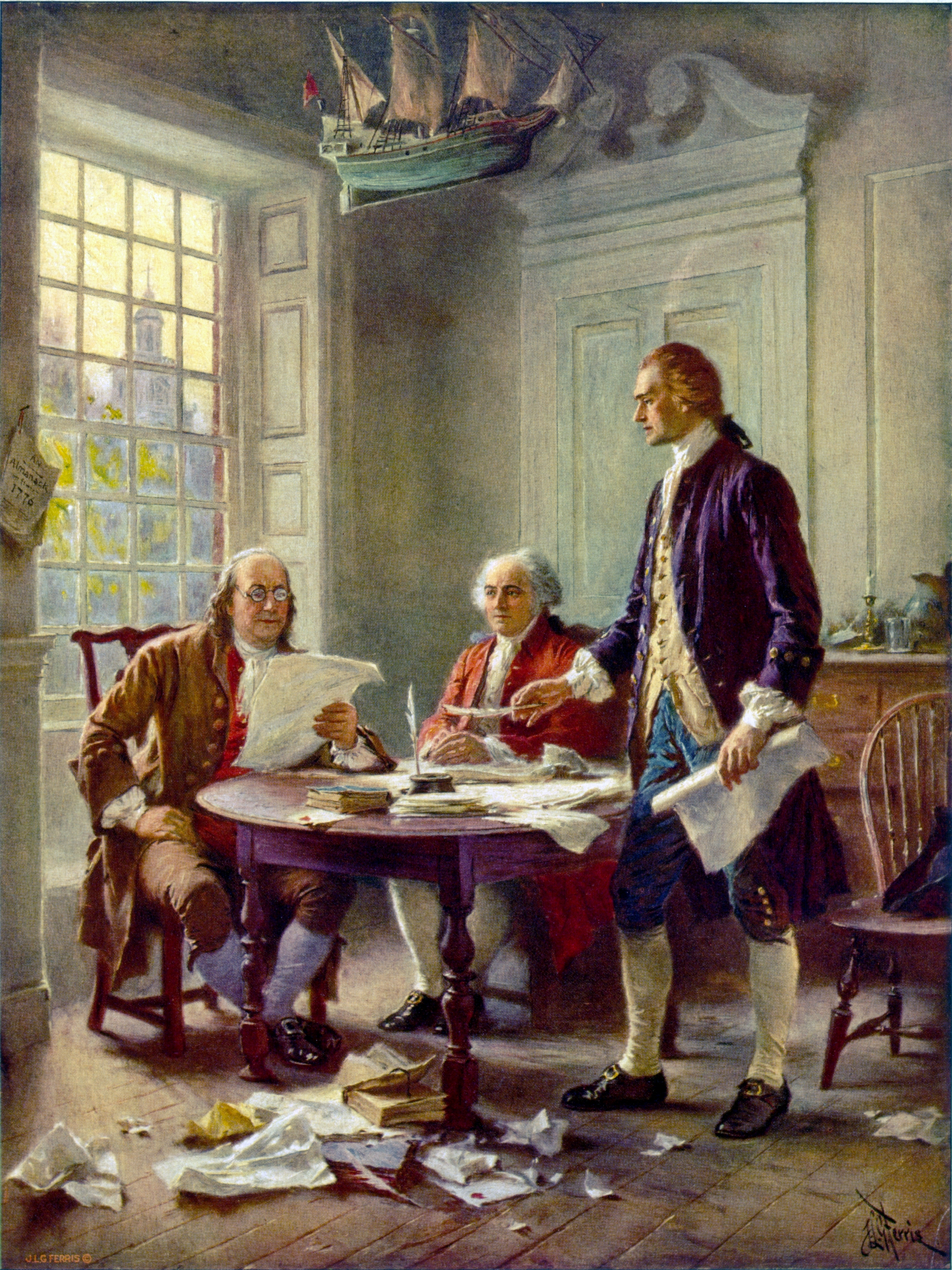
تصویر خیالی فرانکلین، آدامز، و جفرسون (از چپ به راست) که بر روی اعلامیهٔ استقلال کار می‌کنند (اثر جین لئون گروم فریس در ۱۹۰۰) به صورت گسترده بازنشر شده‌است.

سندی که قرار بود به توضیح و توجیه استقلال بپردازد در حالی تهیه شد که هنوز بازی‌های سیاسی برای آماده کردن شرایط اعلام رسمی استقلال ادامه داشت. در ۱۱ ژوئن ۱۷۷۶، کنگره کمیته‌ای پنج نفره شامل جان آدامز از ماساچوست، بنجامین فرانکلین از پنسیلوانیا، توماس جفرسون از ویرجینیا، رابرت لیوینگستون از نیویورک، و راجر شرمن از کنتیکت را مأمور تهیهٔ پیش‌نویس اعلامیهٔ استقلال کرد. از آنجایی که کمیته هیچ صورت‌جلسه‌ای از خود باقی نگذاشت، ابهام‌هایی دربارهٔ چگونگی تهیهٔ پیش‌نویس وجود دارد. گزارش‌هایی که سال‌های بعد توسط جفرسون و آدامز نیز نوشته شدند اگرچه به کرات مورد استناد واقع شده‌اند ولی متناقض‌اند و کاملاً قابل اعتماد نیستند. آنچه واضح و آشکار است آن است که کمیته پس از بحث پیرامون دورنمای کلی و چارچوب اصلی سند، تصمیم گرفت که نوشتن جزئیاتش را بر عهدهٔ جفرسون بگذارد. با توجه به برنامه‌بندی فشردهٔ کنگره، جفرسون احتمالاً زمان اندکی برای نوشتن پیش‌نویس در هفده روز بعدی داشته و احتمالاً خیلی سریع پیش‌نویس را تهیه کرده‌است. او سپس با دیگر اعضای کمیته مشورت کرد و نظر آنان را خواستار شد و آنگاه رونوشت دیگری از اعلامیه را تهیه کرد که تغییرات مورد نظر کمیته نیز در آن اعمال شده بود. کمیته این پیش‌نویس را در ۲۸ ژوئن ۱۷۷۶ به کنگره تقدیم کرد. عنوان سند «اعلامیه‌ای از نمایندگان ایالات متحدهٔ آمریکا که در کنگرهٔ عمومی گرد هم آمده‌اند» بود. کنگره تصمیم گرفت که پیش‌نویس «روی میز بماند». منظور از روی میز ماندن پیش‌نویس موکول کردن مباحثات به آینده‌ای نزدیک بود.
دوشنبه ۱ ژوئیه در حالی که پیش‌نویس اعلامیهٔ استقلال روی «میز گذاشته شده بود» کنگره تصمیم گرفت که به وضعیت کمیتهٔ کل به ریاست بنجامین هریسون از ویرجینیا برود و مذاکرات و مباحث پیرامون قطعنامهٔ استقلال لی را دوباره آغاز کند. جان دیکنسون آخرین تلاشش برای به تعویق انداختن تصمیم‌گیری در این خصوص را به کار بست و استدلال کرد که کنگره نباید پیش از آنکه از دریافت کمک خارجی اطمینان یابد و تدوین اصول کنفدراسیون را به پایان برساند، اعلام استقلال کند. در پاسخ به دیکنسون، جان آدامز سخنرانی کرد و در آن به‌صراحت اعلام کرد که استقلال باید هرچه سریع‌تر اعلام شود.

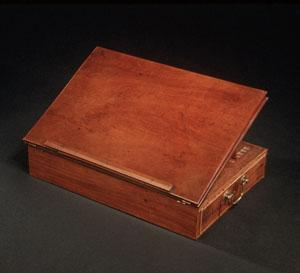
میز تحریری که جفرسون پیش‌نویس اعلامیهٔ استقلال را بر روی آن تهیه کرد.

پس از سخنرانی‌های پی‌درپی در یک روز طولانی، رأی‌گیری آغاز شد. طبق روال معمول، هر مستعمره صرف‌نظر از تعداد نمایندگانش در کنگره تنها و تنها یک رأی داشت. نمایندگان هر مستعمره، که بین دو تا هفت نفر بودند، بین خود رأی‌گیری کردند تا رأی آن مستعمره مشخص شود. پنسیلوانیا و کارولینای جنوبی رأی مخالف دادند. نمایندگان نیویورک که اجازه‌ای مبنی بر شرکت در رأی‌گیری از دولت متبوعشان دریافت نکرده بودند، رأی ممتنع دادند. دلاویر رأی نداد زیرا که نیمی از نمایندگانش هم‌نظر با توماس مک‌کین موافق استقلال بودند و نیمی دیگر هم‌نظر با جورج رید مخالف استقلال. نه مستعمرهٔ دیگر به نفع استقلال رأی دادند. این بدین معنی بود که قطعنامه در کمیتهٔ کل به تصویب رسیده‌است. گام بعدی برای قطعنامهٔ لی مطرح شدن آن در خود کنگره بود. ادوارد روتلج از کارولینای جنوبی که مخالف قطعنامهٔ لی بود ولی شدیداً به یکسان بودن و اتفاق آراء علاقه داشت خواستار آن شد که رأی‌گیری به روز بعد موکول شود.
در ۲ ژوئیه، رأی کارولینای جنوبی برگشت و در زمرهٔ موافقان استقلال قرار گرفت. در نمایندگی پنسیلوانیا، دیکنسون و رابرت موریس رأی ممتنع دادند تا کفهٔ ترازو با سه موافق در برابر دو مخالف به نفع موافقان سنگینی کند. تعداد نمایندگان دلاویر که موافق استقلال بودند با تعداد مخالفان آن نمایندگی برابر بود اما با ورود بموقع سزار رادنی تعداد موافقان فزونی یافت. نمایندگان نیویورک بار دیگر رأی ممتنع دادند زیرا که همچنان مجاز نبودند در رأی‌گیری شرکت کنند، با این وجود یک هفته بعد کنگرهٔ استانی نیویورک چنین اجازه‌ای را به آن‌ها داد. بدین ترتیب اعلامیهٔ استقلال با دوازده رأی موافق و یک رأی ممتنع تصویب شد. در نتیجه مستعمرات رسماً روابط سیاسی خود با بریتانیا را قطع کردند. جان آدامز در نامه‌ای که روز بعد به همسرش نوشت، پیش‌بینی کرد که ۲ ژوئیه تبدیل به یکی از روزهای مهم و سرنوشت‌ساز برای آمریکایی‌ها شود. آدامز می‌پنداشت که آیندگان دوم ژوئیه را گرامی خواهند داشت و حتی تصورش را هم نمی‌کرد که آمریکایی‌ها، از جمله خود او، درعوض روز تصویب اعلامیهٔ استقلال را به عنوان روز استقلال سالانه جشن گیرند.
پس از آنکه کنگره به نفع قطعنامهٔ استقلال رأی داد، توجهش را به سوی پیش‌نویس اعلامیهٔ استقلال معطوف کرد. پس از چندین روز بحث و بررسی، کنگره تغییرات اندکی در متن اعلامیه داد و نزدیک به یک چهارم آن را حذف کرد. از مهم‌ترین قسمت‌های حذف‌شده، بندی انتقادی دربارهٔ تجارت برده بود که حذف آن جفرسون را عمیقاً برآشفت. کنگره ادعای جفرسون مبنی بر تحمیل برده‌داری به مستعمرات از جانب بریتانیا را حذف کرد تا سند را متعادل کرده و اشخاصی را که در بریتانیا از انقلاب پشتیبانی کرده بودند، راضی نگه دارد. در ۴ ژوئیه ۱۷۷۶ متن اعلامیه تصویب و برای انتشار به چاپخانه فرستاده شد.

## متن

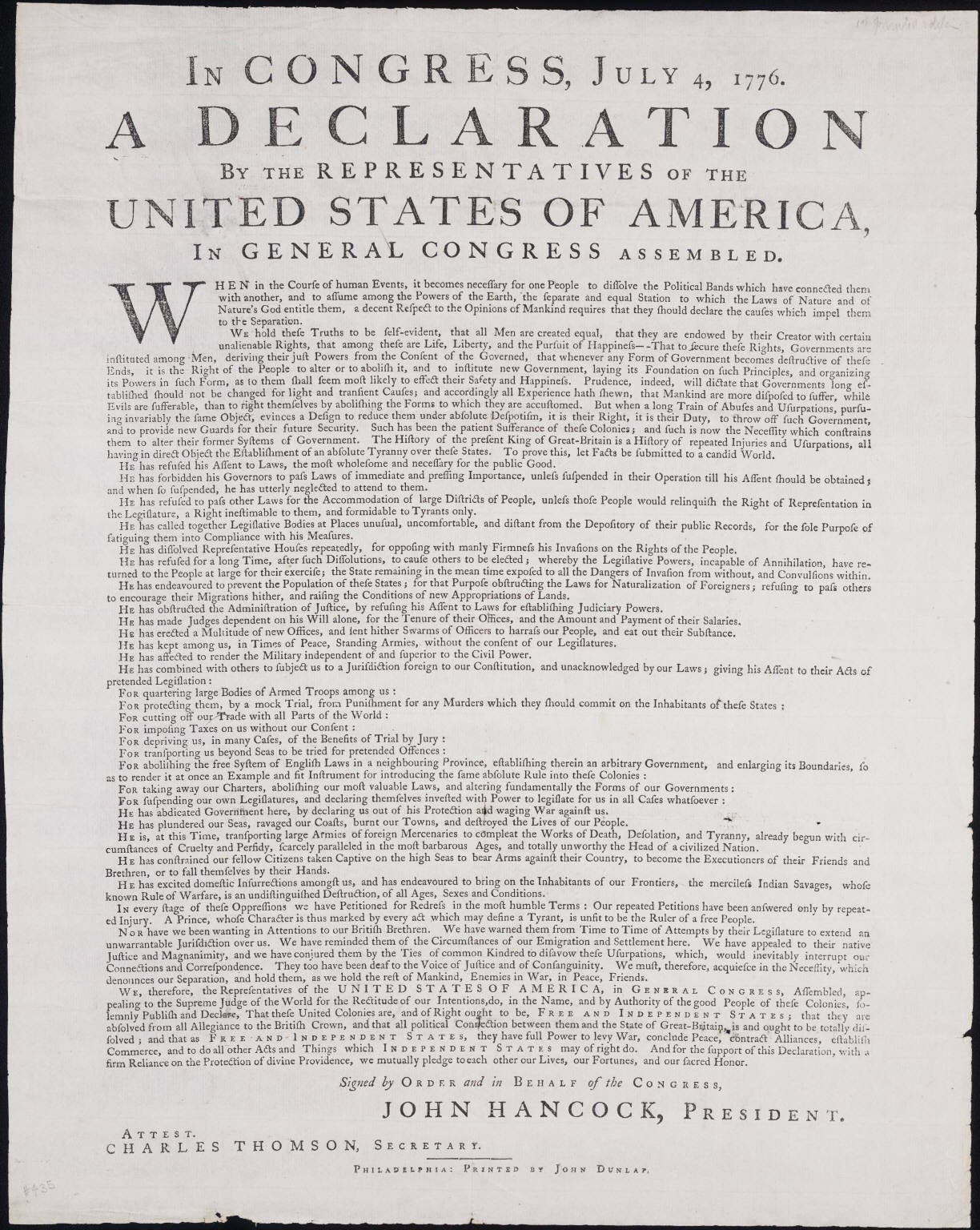
نخستین نسخهٔ چاپ‌شدهٔ اعلامیه

نخستین جملهٔ اعلامیه قویاً اظهار می‌دارد که بنا بر قوانین طبیعت، مردم حق دارند که استقلال سیاسی خود را امری مسلم فرض کنند و تصدیق می‌کند که زمینه‌های اتخاذ چنین تصمیمی می‌بایست عقلانی و منطقی باشد و صریحاً بیان شوند و به افکار عمومی توضیح داده شوند.
قسمت بعدی، مقدمهٔ مشهوری است که شامل ایده‌ها و ایدئال‌هایی می‌شود که اساس و بنیان اعلامیه را شکل می‌دهند. این قسمت همچنین مفهومی را تصدیق می‌کند که امروزه به آن «حق انقلاب» می‌گویند: مردم حقوق مسلم و معینی دارند و هنگامی که حکومتی به این حقوق تعدی و تجاوز کند، مردم حق دارند که آن حکومت را «تغییر دهند یا براندازند».
قسمت بعدی، فهرستی از اتهاماتی است که به پادشاه جورج سوم زده می‌شود تا نشان دهد که او به حقوق مستعمره‌نشینان تجاوز کرده‌است و بنابراین برای حکمرانی بر آنان فاقد مشروعیت است.
بسیاری از آمریکایی‌ها هنوز با مردم بریتانیا احساس خویشاوندی می‌کردند و بیهوده از مقامات برجستهٔ بریتانیا و همچنین پارلمان درخواست می‌کردند تا پادشاه را متقاعد کنند تا سیاست‌های ناشایست خود در قبال مستعمرات را تعدیل کند. قسمت بعدی اعلامیه نشان می‌دهد که تلاش‌های صورت‌گرفته از این دست بی‌نتیجه بوده‌است.
در بخش نهایی، امضاکنندگان اظهار می‌دارند که شرایطی که تحت آن مردم باید به تغییر حکومت دست زنند در مستعمرات وجود دارد و بریتانیایی‌ها مسبب به وجود آمدن این شرایط بوده‌اند و ضرورت ایجاب می‌کند که مستعمرات پیوندهای سیاسی با پادشاهی بریتانیا را بگسلند و کشوری مستقل تشکیل دهند. این قسمت که نتیجه‌گیری تمام قسمت‌های پیشین است از کلمات به کار رفته در قطعنامهٔ استقلال لی که در ۲ ژوئیه تصویب شد، بهره می‌برد.

## تأثیرپذیری‌ها

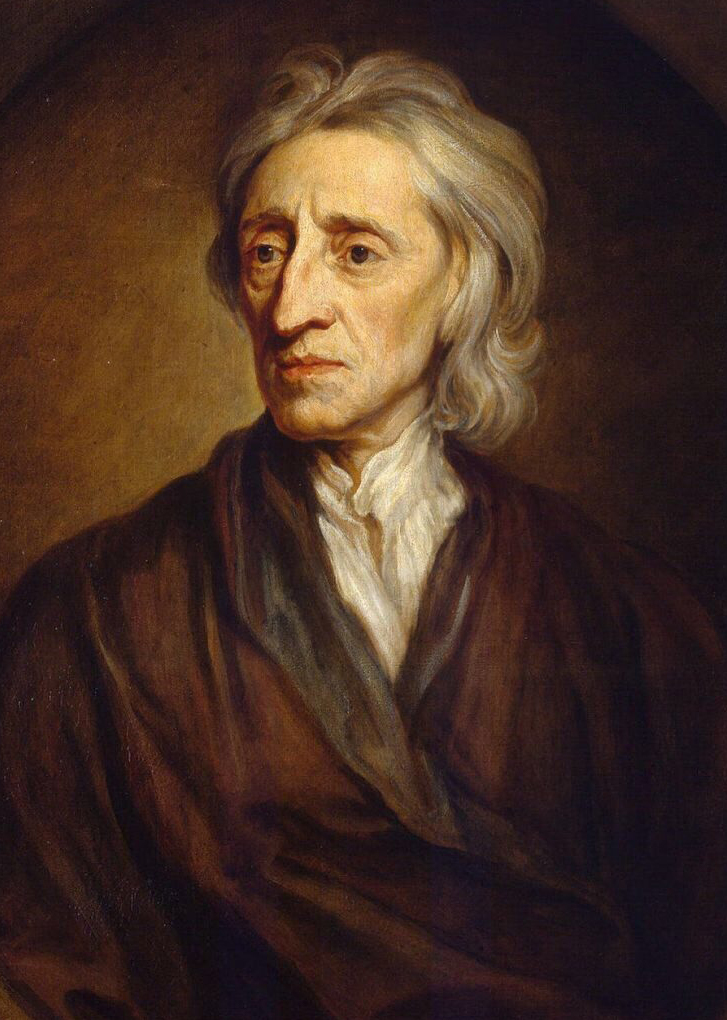
جان لاک، تئوری‌پرداز سیاسی انگلیسی (۱۷۰۴–۱۶۳۲)

مورخان اغلب تلاش کرده‌اند منابعی را بیابند که بیش‌ترین تأثیر را بر واژگان و فلسفهٔ سیاسی اعلامیهٔ استقلال داشته‌اند. بنا بر اظهارات خود جفرسون، ایدهٔ اصلی اعلامیهٔ استقلال از جای خاصی گرفته نشده بود بلکه فوران احساسات عموم طرفداران انقلاب آمریکا بود. جفرسون در سال ۱۸۲۵ توضیح داد:

نه قواعد و ایده‌های اعلامیه اصالت داشت و نه از نوشتهٔ پیشین خاصی رونویسی شده بود بلکه هدف از اعلامیه آن بود که بیانی از اندیشهٔ آمریکایی باشد و به آن بیان، روح و محتوایی را که مقتضی‌اش بود ببخشاید.

در دسترس‌ترین منابع جفرسون، دو سندی بودند که در ژوئن ۱۷۷۶ نوشته شده بودند: پیش‌نویس خودش برای دیباچهٔ قانون اساسی ویرجینیا و پیش‌نویس جورج ماسون برای اعلامیه حقوق ویرجینیا. ایده‌ها و عبارات هر دو سند در اعلامیهٔ استقلال به کار رفته‌اند. هر دو سند خود تحت تأثیر مستقیم اعلامیهٔ حقوق انگلستان در سال ۱۶۸۹ بودند که رسماً به سلطنت جیمز دوم خاتمه داد. در خلال انقلاب آمریکا، جفرسون و سایر آمریکایی‌ها، اعلامیهٔ حقوق انگلستان را به منزلهٔ سرمشقی برای چگونگی پایان دادن به حاکمیت ناحق پادشاهی می‌دانستند. از اعلامیهٔ آربروث اسکاتلند (۱۳۲۰) و مصوبهٔ عهدشکنی (۱۵۸۱) نیز به عنوان سرمشق‌های جفرسون برای اعلامیه استقلال نام می‌برند؛ اما در این باره اختلاف نظراتی هست.
جفرسون خود نوشته‌است که برای نگارش اعلامیهٔ استقلال از تعداد زیادی از نویسندگان تأثیر پذیرفته‌است. جان لاک، تئوری‌پرداز انگلیسی که جفرسون او را یکی از «سه بزرگ‌مردی که تاکنون زیسته‌اند» می‌دانست، اغلب به عنوان یکی از مهم‌ترین افرادی که جفرسون از آن‌ها الهام گرفته‌است در نظر گرفته می‌شود. در سال ۱۹۲۲، کارل ال بکر، مورخ آمریکایی، نوشته‌است که «اکثر آمریکایی‌ها آثار لاک را به عنوان حقایق مسلم سیاسی فرا گرفته‌اند و اعلامیهٔ استقلال، در شکل‌بندی‌اش، در جمله‌بندی‌اش، به‌طور محسوسی از دو رساله دربارهٔ حکومت جان لاک تبعیت می‌کند». با این وجود میزان تأثیرگذاری جان لاک بر انقلاب آمریکا توسط برخی از محققان به چالش کشیده شده‌است. ری فاریست هاروی در سال ۱۹۳۷ ضمن طرفداری از الگو گرفتن جفرسون از حقوقدان سوئیسی، ژان ژاک بورلامکی، اظهار کرد که جفرسون و لاک از لحاظ فلسفهٔ سیاسی در دو قطب مخالف هم بودند و این را می‌توان از استفادهٔ جفرسون از عبارت «در جستجوی خوشبختی» به جای «مالکیت» در اعلامیهٔ استقلال فهمید. محققان دیگری نیز به تأثیرپذیری جفرسون از جمهوریت‌خواهی به جای لیبرالیسم کلاسیک که مد نظر جان لاک بود عقیده‌دارند. گری ویلیس، تاریخ‌نگار آمریکایی، بر این عقیده است که جفرسون از روشنگری در اسکاتلند و بالاخص فرانسیس هاچسون، به جای جان لاک الهام گرفته‌است. گرچه این باور گری ویلیس انتقادهای فراوانی را متوجه او کرد.
جان فیلیپ رید، تاریخ‌دان حقوقی، بر این باور است که تأکید بر روی فلسفهٔ سیاسی اعلامیهٔ استقلال اشتباه است. رید این چنین استدلال می‌کند که اعلامیهٔ استقلال یک رسالهٔ فلسفی دربارهٔ حقوق طبیعی اشخاص نیست بلکه سندی حقوقی و در اصل، اتهام‌نامه ای علیه پادشاه جورج به خاطر تعدی به حقوق مستعمره‌نشینان است؛ حقوقی که قانون اساسی تضمینشان می‌کند. برخلاف رید، دنیس جی ماهونی، مورخ آمریکایی، عقیده دارد که اعلامیهٔ استقلال به هیچ وجه سندی حقوقی نیست بلکه سندی فلسفی و تحت تأثیر امریخ دو واتل، ژان ژاک بورلامکی و ساموئل پوندورف است. دیوید آرمیتاج بر این باور است که اعلامیهٔ استقلال، سندی دربارهٔ حقوق بین‌الملل است. بر اساس گفته‌های آرمیتاج، اعلامیه عمیقاً از حقوق ملل واتل تأثیر پذیرفته‌است؛ کتابی که بر اساس گفته‌های فرانکلین «همواره در دستان اعضای کنگره بود». آرمیتاج می‌نویسد، از آنجایی که «واتل، استقلال را لازمهٔ بنیادین تعریفش از کشور» می‌دانست، هدف اصلی اعلامیه «اظهار حاکمیت قانونی ایالات متحده بر خاکش در عرصهٔ بین‌الملل» بود. اگر ایالات متحده در این فکر بود که توسط قدرت‌های اروپایی به عنوان کشور مستقل به رسمیت شناخته شود، انقلابیون آمریکایی ابتدا می‌بایست به وضوح مشخص می‌کردند که دیگر به بریتانیای کبیر وابسته نیستند.

## امضا

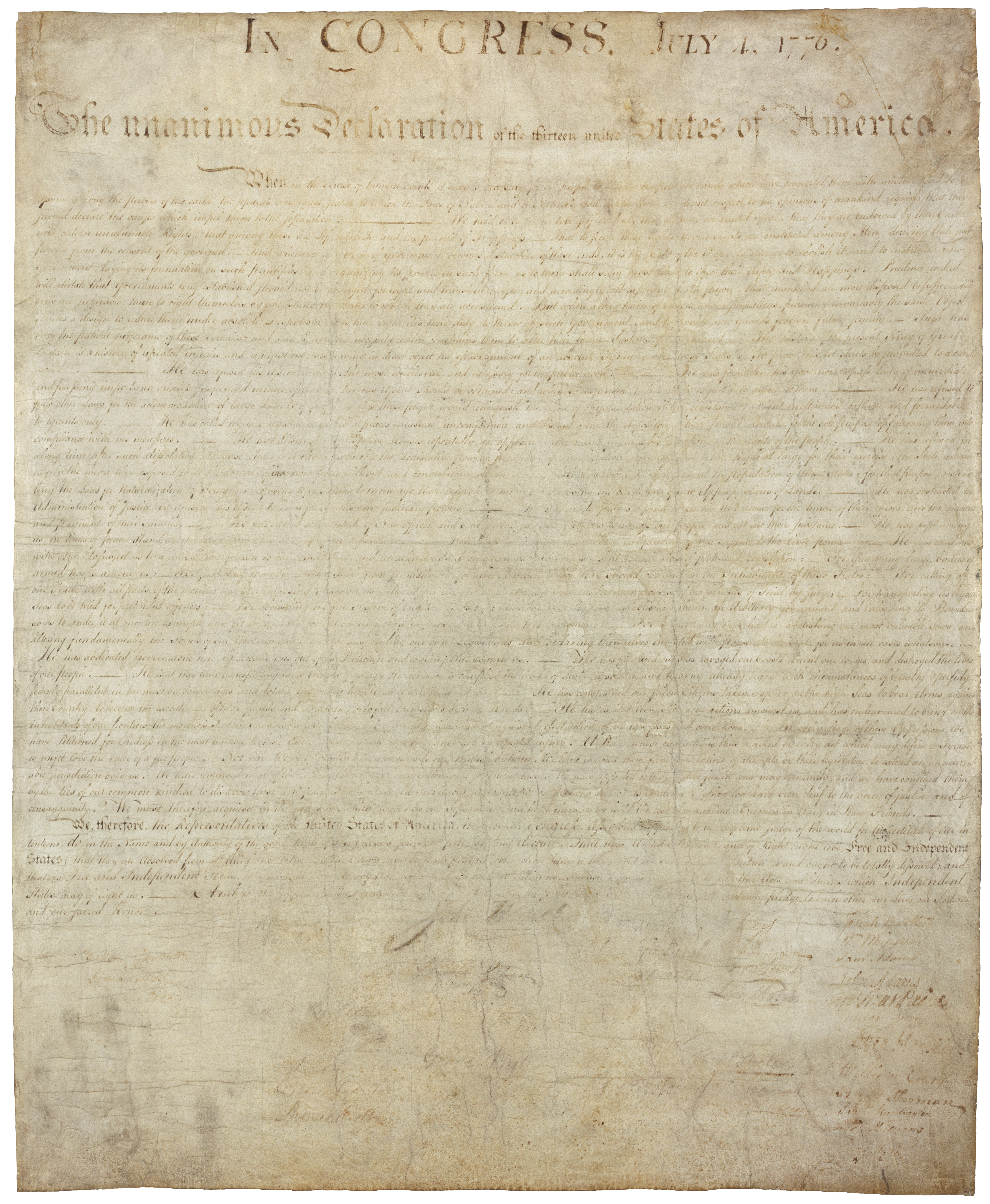
نسخهٔ امضاشدهٔ اعلامیه در دفتر ملی بایگانی آمریکا در معرض نمایش گذاشته شده‌است. این نسخه به دلیل شرایط بد نگهداری در سدهٔ نوزدهم به‌شدت آسیب دیده و محو شده‌است.

نسخهٔ دست‌نویس اعلامیهٔ استقلال که توسط اعضای کنگره به امضا رسید، ۴ ژوئیهٔ ۱۷۷۶ تاریخ خورده و امضاهای پنجاه و شش نماینده به آن ضمیمه شده‌است. اما اینکه آیا این سند حقیقتاً در همین تاریخ به امضا رسیده، مسئله‌ای‌است که مدت‌های مدید مورد بحث بوده‌است. توماس جفرسون، بنجامین فرانکلین، و جان آدامز همگی بر این تأکید داشته‌اند که اعلامیه در ۴ ژوئیه به امضای کنگره رسید. اما در سال ۱۷۹۶ توماس مک‌کین، یکی از امضاکنندگان اعلامیه، به امضا رسیدن اعلامیه در ۴ ژوئیه را به چالش کشید و اشاره کرد که در آن زمان برخی از امضاکنندگان در جلسه حاضر نبوده‌اند؛ از جمله برخی که از نمایندگان که بعدتر به عضویت کنگره درآمدند.
بنا بر دفتر ثبت وقایع سال ۱۹۱۱ وزارت امور خارجهٔ ایالات متحده، اعلامیهٔ استقلال در تاریخ ۴ ژوئیهٔ ۱۷۷۶ بر روی کاغذ نوشته شد، مورد تصویب کنگرهٔ قاره‌ای قرار گرفت، و توسط جان هنکاک، رئیس کنگره، به امضا رسید. در ۲ اوت ۱۷۷۶ رونوشتی از اعلامیه به امضای ۵۶ نمایندهٔ کنگره رسید. بسیاری از این امضاکنندگان هنگامی که نسخهٔ اصلی در ۴ ژوئیه به تصویب رسید، در جلسه حاضر نبودند. متیو تورنتون از نیو همپشایر که با اعلامیه موافقت کرده و به کنگرهٔ قاره‌ای پیوسته بود، در ۴ نوامبر ۱۷۷۶ اعلامیه را امضا کرد.
در کل اکثر مورخان اظهارات مک‌کین را پذیرفته‌اند و چنین استدلال می‌کنند که نسخهٔ مشهور و امضاشدهٔ اعلامیهٔ استقلال پس از ۱۹ ژوئیه به وجود آمد و تا ۲ اوت به امضای نمایندگان کنگره نرسید. در سال ۱۹۸۶ ویلفرد ریتز، مورخ حقوقی، اظهار کرد که مورخان برداشت اشتباهی از سندهای اولیه داشته‌اند و بیش از اندازه برای اظهارات مک‌کین که در ۴ ژوئیه در جلسهٔ کنگره حاضر نبود، اهمیت قائل شده‌اند. ریتز عقیده دارد که حدود ۳۴ نماینده، اعلامیهٔ استقلال را در ۴ ژوئیه امضا کرده‌اند و مابقی در ۲ اوت یا دیرتر اعلامیه را امضا کرده‌اند. مورخینی که امضای اعلامیه در ۴ ژوئیه را نمی‌پذیرند، ادعا می‌کنند که اکثر نمایندگان در ۲ اوت اعلامیه را امضا کردند و کسانی که در آن زمان در جلسه حاضر نبودند، نامشان را بعداً افزودند.

در ۴ ژوئیهٔ ۱۷۷۶ با امضای جان هنکاک، رئیس کنگرهٔ قاره‌ای، اعلامیهٔ استقلال ایالات متحدهٔ آمریکا اعتبار یافت.

مشهورترین امضا در نسخهٔ اصلی از آنِ جان هنکاک است که به عنوان رئیس کنگره احتمالاً نخستین فردی بوده که اعلامیه را امضا کرده‌است. امضای درشت و برجستهٔ هنکاک به‌سرعت نمادین شد و نام جان هنکاک در خاطرهٔ ایالات متحده با مفهوم «امضا» قرین گشت. دو تن از رؤسای جمهور آتی ایالات متحده، توماس جفرسون و جان آدامز، در میان امضاکنندگان اعلامیه بودند.
سال‌ها بعد که اعلامیهٔ استقلال به عنوان یکی از نمادهای مهم ملی ایالات متحده مطرح شد، افسانه‌های گوناگونی پیرامون امضای آن پدیدار گشت. طبق روایتی مشهور، گویا جان هنکاک گفته‌است که اعضای کنگره پس از امضای اعلامیه باید «دسته‌جمعی خودشان را دار بزنند» و بنجامین فرانکلین در پاسخ به او گفته‌است: «بله، در واقع ما باید دسته‌جمعی خودمان را دار بزنیم، یا اینکه مطمئناً تک‌تکمان را به دار می‌زنند». این نقل قول تا پنجاه سال پس از مرگ فرانکلین چاپ نشد.

## انتشار و واکنش‌ها

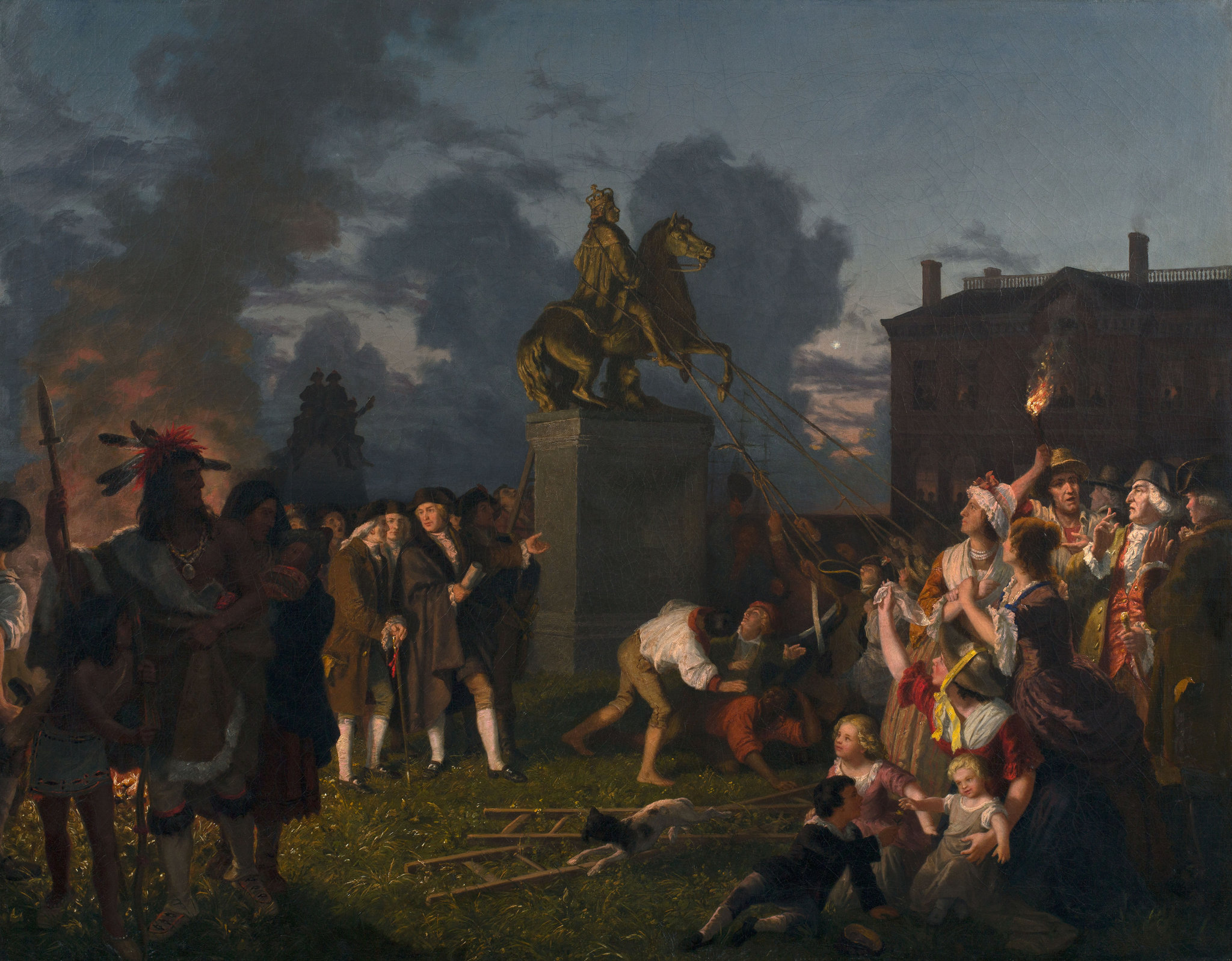
تابلوی پایین کشیدن تندیس پادشاه جورج سوم در نیویورک که توسط یوهان آدام سیمون اوارتل در سال ۱۸۵۹ کشیده شده‌است.

پس از آنکه کنگره در ۴ ژوئیه متن نهایی اعلامیه را تصویب کرد، نسخه‌ای دست‌نویس از آن به چاپخانهٔ جان دانلپ فرستاده شد. در طول شب، دانلپ ۲۰۰ نسخه از اعلامیه را جهت توزیع چاپ کرد. اعلامیه به‌سرعت برای مخاطبان خوانده شد و در روزنامه‌های سرتاسر سیزده مستعمره چاپ و منتشر شد. نخستین بار جان نیکسون در ۷ ژوئیه و در محوطهٔ تالار استقلال، اعلامیه را به صورت رسمی برای عموم خواند. در همان روز در ترنتون نیوجرسی و ایستون پنسیلوانیا نیز اعلامیه به صورت رسمی برای عموم خوانده شد. در ۹ ژوئیه ترجمه‌ای آلمانی از اعلامیه در فیلادلفیا منتشر شد.
جان هنکاک، رئیس کنگره، نسخه‌ای از اعلامیه را برای ژنرال جورج واشینگتن فرستاد و به او دستور داد که «به هر نحوی که فکر می‌کند مناسب‌تر باشد» آن را به سران ارتش اعلام کند. واشینگتن دستور داد که اعلامیه را در ۹ ژوئیه و در شهر نیویورک در حالی که چندان از نیروهای بریتانیایی فاصله نداشتند، برای سربازان ارتش بخوانند. واشینگتن و اعضای کنگره امیدوار بودند که اعلامیه به سربازان انگیزه ببخشد و دیگران را برای پیوستن به ارتش ترغیب کند. در بسیاری از شهرها جمعیت خشمگین پس از شنیدن اعلامیه، علائم یا مجسمه‌هایی که نشانی از حاکمیت پادشاهی بریتانیا داشت را تخریب کردند. در نیویورک تندیسی از پادشاه جورج را به زیر کشیدند و سرب بکار رفته در آن را برای تهیهٔ گلوله‌های تفنگ به کار بستند.

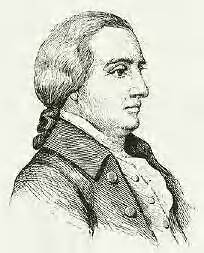
ویلیام ویپل، از امضاکنندگان اعلامیه، که اعتقاد داشت نمی‌تواند برای آزادی بجنگد و هم‌زمان برده‌داری کند، برده‌اش را آزاد کرد.

مقامات بریتانیایی در آمریکای شمالی نسخه‌هایی از اعلامیه را به بریتانیای کبیر فرستادند. از اواسط اوت روزنامه‌های بریتانیایی شروع به چاپ اعلامیه کردند. در اواسط سپتامبر اعلامیه به ورشو و فلورانس رسید و در اکتبر ترجمه‌ای آلمانی از آن در سوئیس منتشر شد. اولین رونوشتی از اعلامیه که به فرانسه فرستاده شده بود، گم شد و دومین رونوشت در نوامبر ۱۷۷۶ به فرانسه رسید. اعلامیه توسط دانشجویی برزیلی به نام وندک خوزه ژوکیم مایه اِ باربالهو به آمریکای پرتغال رسید. با وجود آنکه مقامات آمریکایی-اسپانیایی تلاش کردند تا از پخش اعلامیه جلوگیری کنند، اعلامیه توسط مانوئل گارسیا د سنا از ونزوئلا، میگوئل د پومبو از کلمبیا، ویسنته روکافوئرته از اکوادور، و ریچارد کلیولند و ویلیام شالر از نیو انگلند ترجمه و به صورت گسترده‌ای دست به دست شد. وزارت شمال پاسخی رسمی به اعلامیه نداد، اما در عوض از رساله‌نویسی به نام جان لیند خواست تا رساله‌ای در پاسخ به اعلامیه منتشر کند. عنوان رسالهٔ منتشرشده پاسخ به اعلامیهٔ کنگرهٔ آمریکا بود. توری‌های بریتانیا امضاکنندگان اعلامیه را به خاطر عدم پایبندی خودشان به اصول «زندگی، آزادی، و جستجوی خوشبختی» برای آمریکایی‌های آفریقایی‌تبار به باد انتقاد گرفتند. توماس هاتچینسون، فرماندار سلطنتی پیشین ماساچوست، نیز تکذیبیه‌ای منتشر کرد. این رساله‌ها جنبه‌های گوناگون اعلامیه را به چالش کشیدند. هاتچینسون استدلال کرد که انقلاب آمریکا کار یک عده خائن است که از همان ابتدا خواهان استقلال بودند و در نهایت با اغوای سایر مستعمرات وفادار، به شورش تشویق کردند و در نهایت به هدف خود دست یافتند. لیند در رساله‌اش از مفهوم حقوق طبیعی به‌شدت انتقاد کرد؛ حقوق طبیعی مفهومی بود که اولین بار توسط جرمی بنتام معرفی شد و مکرراً در انقلاب فرانسه نیز مورد استفاده قرار می‌گرفت. هر دو رساله به این نکته اشاره می‌کردند که چگونه برده‌داران کنگره از «برابر آفریده‌شدن همهٔ انسان‌ها» سخن می‌رانند حال آنکه خود برده‌هایشان را آزاد نمی‌کنند.
بردگان آفریقایی‌تبار آمریکا نیز ندای آزادی و رهایی را شنیدند. هزاران تن از بردگان، کشتزارهای جنوب و مزارع شمال را ترک کردند تا به صفوف سربازان بریتانیایی بپیوندند یا از فرصت به دست آمده در هرج و مرج جنگ استفاده کرده و بگریزند. بریتانیا به قول خود وفادار ماند و در روزهای پایانی جنگ هزاران سیاه‌پوست وفادار به نظام سلطنتی را آزاد کرد تا در نوا اسکاتیا، جامائیکا، یا انگلستان زندگی مجددی را این بار در آزادی کامل آغاز کنند. چهار تا پنج هزار سیاه‌پوست در خدمت ارتش آمریکا برای استقلال آمریکا جنگیدند. دولت انقلابی آمریکا سیاه‌پوستانی که به ارتش آمریکا پیوسته بودند را آزاد کرد؛ پنج درصد از سربازان جورج واشینگتن را آمریکاییان آفریقایی‌تبار تشکیل می‌دادند.
ویلیام ویپل از امضاکنندگان اعلامیهٔ استقلال که در جنگ نیز شرکت کرده بود، به خاطر آرمان‌های انقلابی‌اش، برده‌اش که پرنس ویپل نام داشت را آزاد کرد. در سال‌های پس از جنگ نیز بسیاری از برده‌داران، برده‌هایشان را آزاد کردند به گونه‌ای که در سال‌های میانی ۱۷۹۰ تا ۱۸۱۰ شمار سیاه‌پوستان آزاد در جنوب علیا از کمتر از یک درصد جمعیت سیاه‌پوستان به ۸٫۳ درصد افزایش یافت. اکثر ایالت‌های شمالی برده‌داری را منسوخ کردند؛ با این وجود در سرشماری سال ۱۸۴۰ هنوز در برخی ایالت‌های ساحلی اقیانوس اطلس برخی از افراد به عنوان برده ثبت می‌شدند.
سیاه‌پوستانی که در جنگ استقلال جنگیده و آزاد شده بودند، پس از جنگ با تبعیض‌های شغلی و اسکانی مواجه شدند، در چندین ایالت حق رأی از آن‌ها سلب شد، و برای عبور و مرور بین ایالت‌ها نیاز به مجوز داشتند.

## تأثیرگذاری‌ها
در سال‌های اولیهٔ پس از انقلاب آمریکا به محض آنکه هدف اصلی صدور اعلامیه، یعنی اعلان استقلال ایالات متحدهٔ آمریکا از بریتانیای کبیر، محقق شد، خود اعلامیه مورد بی‌مهری قرار گرفت. جشن‌هایی که در سال‌های اولیه به مناسبت روز استقلال برگزار می‌شد، همانند تاریخ‌نگاری‌های اولیه از انقلاب آمریکا، اعلامیه را تا حد بسیار زیادی نادیده گرفتند. اگرچه تصویب اعلامیهٔ استقلال بسیار مهم پنداشته می‌شد، اما متن اعلامیه توجه کمتر کسی را به خود جلب می‌کرد. در مباحثه‌های پیرامون نوشتن قانون اساسی ایالات متحدهٔ آمریکا، اعلامیهٔ استقلال به‌ندرت مورد اشاره قرار می‌گرفت و از کلام و بیان آن در قانون اساسی آمریکا استفاده نشد. اعلامیهٔ حقوق ویرجینیا نوشتهٔ جورج ماسون نقش مهم‌تری را بازی کرد و کلام و بیانش بیش از نوشته‌های جفرسون در قانون اساسی و منشور حقوق آمریکا انعکاس یافت. به باور پائولی مایر «در هیچ‌یک از این اسناد هیچ نشانه‌ای مبنی بر اینکه اعلامیهٔ استقلال در ذهن مردم به عنوان بیانی کلاسیک از اصول سیاسی آمریکا نقش بسته باشد، دیده نمی‌شود».

### تأثیرات در سایر کشورها
برخی از رهبران انقلاب فرانسه، اعلامیهٔ استقلال را تحسین می‌کردند اما بیش از آن تحت تأثیر قانون اساسی کشور نوپای آمریکا قرار گرفته بودند. با وجود آن‌که توماس جفرسون در زمان انقلاب فرانسه در پاریس حضور داشت و برای نوشتن پیش‌نویس اعلامیهٔ حقوق انسان و شهروند (۱۷۸۹) مورد مشورت قرار می‌گرفت، در لحن و بیان این اعلامیه از اعلامیهٔ حقوق ویرجینیا نوشتهٔ جورج ماسون الهام گرفته شده‌است و نه اعلامیهٔ استقلال جفرسون. به عقیدهٔ دیوید آرمیتاج، مورخ معاصر آمریکایی، اعلامیهٔ استقلال آمریکا حقیقتاً در عرصهٔ جهانی تأثیرگذار بود، اما نه به عنوان بیانیه‌ای دربارهٔ حقوق بشر. آرمیتاج اظهار می‌کند که اعلامیهٔ استقلال در نوع خود اولین اعلامیه‌ای بود که در ژانر جدید اعلان‌های استقلال صادر می‌شد و خبر از تشکیل کشوری جدید می‌داد.
سایر رهبران انقلاب فرانسه مستقیماً تحت تأثیر متن اعلامیهٔ استقلال قرار گرفته بودند. بیانیهٔ استان فلاندر (۱۷۹۰) نخستین اقتباس خارجی از اعلامیهٔ استقلال بود. برخی دیگر از اقتباس‌ها عبارتند از اعلامیهٔ استقلال ونزوئلا (۱۸۱۱)، اعلامیهٔ استقلال لیبریا (۱۸۴۷)، اعلامیه‌های جدایی ایالات مؤتلفهٔ آمریکا (۶۱–۱۸۶۰)، و اعلامیهٔ استقلال ویتنام (۱۹۴۵). این اعلامیه‌ها در اعلان استقلال کشوری تازه تأسیس همان روش اعلامیهٔ استقلال ایالات متحدهٔ آمریکا را تکرار کردند، بی‌آنکه الزاماً فلسفهٔ سیاسی آن را تصدیق کنند.
برخی دیگر از کشورها که از اعلامیهٔ استقلال الهام گرفتند یا مستقیماً بخش‌هایی از آن را کپی‌برداری کردند عبارتند از: اعلامیهٔ ۱ ژانویهٔ ۱۸۰۴ هائیتی، استان‌های متحد نیوگرانادا در ۱۸۱۱، اعلامیهٔ استقلال آرژانتین در ۱۸۱۶، اعلامیهٔ استقلال شیلی در ۱۸۸۱، کاستاریکا در ۱۸۲۱، السالوادور در ۱۸۲۱، گواتمالا در ۱۸۲۱، هندوراس در ۱۸۲۱، مکزیک در ۱۸۲۱، نیکاراگوئه در ۱۸۲۱، پرو در ۱۸۲۱، جنگ بولیواری استقلال در ۱۸۲۵، اروگوئه در ۱۸۲۵، اکوادور در ۱۸۳۰، کلمبیا در ۱۸۳۱، پاراگوئه در ۱۸۴۲، جمهوری دومنیکن در ۱۸۴۴، اعلامیهٔ استقلال تکزاس در مارس ۱۸۳۶، جمهوری کالیفرنیا در نوامبر ۱۸۳۶، اعلامیهٔ استقلال مجارستان در ۱۸۴۹، اعلامیهٔ استقلال نیوزیلند در ۱۸۳۵، اعلامیهٔ استقلال چکسلواکی در ۱۹۱۸، رودسیای جنوبی در ۱۱ نوامبر ۱۹۶۵.

### جلب توجه دوباره

اکثراً تصور می‌کنند که تابلوی مشهور جان ترامبول لحظهٔ امضای اعلامیه را به تصویر کشیده‌است، اما در حقیقت این تابلو، تحویل پیش‌نویس اعلامیه به کنگره از جانب کمیتهٔ پیش‌نویس را نشان می‌دهد.

در دهه‌های ۱۷۹۰ با ظهور نخستین احزاب سیاسی در ایالات متحده، اعلامیه دوباره توجه بسیاری را به خود جلب کرد. در دههٔ ۱۷۸۰ تنها تعداد قلیلی از آمریکاییان نسبت به این موضوع که چه کسی اعلامیه را نوشته‌است اهمیت نشان می‌دادند و از آن آگاه بودند. اما در دههٔ بعدی، جمهوری‌خواهان جفرسونی تلاش کردند که با مهم جلوه دادن اعلامیه و شخص جفرسون به عنوان نویسنده‌اش، نسبت به رقبای فدرالیست خود در عرصهٔ سیاست برتری جویند. فدرالیست‌ها نیز در پاسخ، نوشته شدن اعلامیه به دست جفرسون و اصالت آن را زیر سؤال بردند و تأکید نمودند که استقلال ایالات متحده توسط تمامی اعضای کنگره اعلام شده و جفرسون تنها یکی از اعضای کمیتهٔ پیش‌نویس اعلامیه بوده‌است. فدرالیست‌ها بر این موضوع پافشاری می‌کردند که اقدام کنگره مبنی بر اعلام استقلال —که جان آدامز فدرالیست نیز در آن نقشی کلیدی ایفا کرده بود— اهمیت بیشتری دارد نسبت به سندی که تنها وظیفه‌اش علنی ساختن این اقدام کنگره بوده‌است. اما این دیدگاه، همچون حزب فدرالیست، به‌تدریج ناپدید شد و طی مدتی کوتاه اقدام کنگره مبنی بر اعلام استقلال با خود سند مترادف شد.
درک بی‌طرفانه‌تری از میزان اهمیت اعلامیه در سال‌های پس از جنگ ۱۸۱۲ به دست آمد که از رشد فزایندهٔ ملی‌گرایی آمریکایی و علاقه‌مندی مجددی که نسبت به تاریخ انقلاب آمریکا پدید آمده بود، نشئت می‌گرفت. در سال ۱۸۱۷ کنگره سفارش کشیدن تابلوی مشهور امضاکنندگان اعلامیه را به جان ترامبول داد. تابلوی اعلان استقلال پیش از آنکه در کنگره نصب شود، در معرض دید جمعیت کثیری قرار گرفت. در همین زمان بود که برای نخستین بار، رونوشت‌هایی از اعلامیه برای بزرگداشت این سند در اختیار عموم قرار گرفت و این امکان را برای خیل عظیمی از آمریکاییان به ارمغان آورد که سند امضاشده را مشاهده کنند. در دههٔ ۱۸۲۰ زندگی‌نامه‌های امضاکنندگان اعلامیه به صورت دسته‌جمعی منتشر شد و موجب به وجود آمدن آنچه شد که گری ویلیس «عشق وافر به امضاکنندگان» می‌نامدش. در سال‌های بعدی، داستان‌های فراوانی دربارهٔ نوشتن و امضای سند برای اولین بار منتشر و پخش شد.
هنگامی که دوباره توجه‌ها به سوی اعلامیه جلب شد، قسمت‌هایی از اعلامیه که در سال ۱۷۷۶ حائز بیش‌ترین اهمیت بودند —اعلام استقلال ایالات متحده و شکواییه‌ها علیه پادشاه جورج— دیگر اهمیت چندانی نداشتند. اما در عوض پاراگراف دوم که از حقایق بدیهی و حقوق سلب‌ناشدنی سخن می‌گفت، حتی مدت‌ها پس از پایان جنگ استقلال، هنوز کاربرد و اهمیت داشت. از آنجا که قانون اساسی و منشور حقوق فاقد اظهارات فراگیر دربارهٔ حقوق و برابری انسان‌ها بودند، حامیان گروه‌های به حاشیه رانده شده برای دفاع از آرمان‌هایشان به اعلامیهٔ استقلال رو آوردند. از دههٔ ۱۸۲۰ نسخه‌های تغییریافته‌ای از اعلامیه برای احقاق حقوق کارگران، کشاورزان، زنان و . . . چاپ و منتشر شد. به عنوان مثال در سال ۱۸۴۸ در مجمع سنکا فالس، همایشی از حامیان حقوق زنان، اعلام شد که «همهٔ مردان و زنان برابر آفریده شده‌اند».

### برده‌داری و اعلامیه
مهم‌ترین تأثیری که اعلامیه از خود بر جای گذاشت، بر روی مباحث مربوط به برده‌داری بود. هنگامی که اعلامیه برای نخستین بار منتشر شد، تناقض موجود بین ادعای «همهٔ انسان‌ها برابر آفریده شده‌اند» و وجود برده‌داری در آمریکا انتقاد منتقدان را برانگیخت. اگرچه جفرسون در پیش‌نویس اولیه‌اش از اعلامیه پاراگرافی را دربارهٔ نقش بریتانیا در تجارت برده در آمریکا گنجانده بود، اما این پاراگراف از نسخهٔ نهایی حذف شد. جفرسون خود صدها برده داشت و برده‌داری بزرگ در ویرجینیا به‌شمار می‌آمد. توماس دی، نویسندهٔ انگلیسی و حامی الغای برده‌داری، در سال ۱۷۷۶ با اشاره به این تناقض در نامه‌ای نوشت، «مضحک‌ترین چیزی که در جهان وجود دارد، بی‌شک آمریکاییان میهن‌پرست‌اند که با یک دست قطعنامه‌های استقلال را امضا می‌کنند و با دستی دیگر بر روی بردگان وحشت‌زده تازیانه می‌کشند». در قرن نوزدهم اعلامیه نقشی کلیدی در جنبش الغای برده‌داری ایفا کرد. برترام وایت-برون، مورخ آمریکایی، در این باره می‌نویسد «حامیان الغای برده‌داری تمایل داشتند که اعلامیهٔ استقلال را افزون بر سندی سیاسی، سندی مذهبی نیز جلوه دهند». بنجامین لاندی و ویلیام لوید گریسون، دو تن از رهبران جنبش الغای برده‌داری، «زوجِ کتاب مقدس و اعلامیهٔ استقلال» را مبنای نظریات خود قرار داده بودند. به اعتقاد گریسون «مادامی که تنها یک نسخه از اعلامیهٔ استقلال یا کتاب مقدس بر روی زمین وجود داشته باشد، نومید نخواهیم شد» و از آرمان‌هایمان چشم نخواهیم پوشید. برای دگراندیشی چون گریسون، مهم‌ترین قسمت اعلامیه تأکید آن بر حق انقلاب بود. گریسون بنا بر قانون اساسی خواهان انحلال دولت و تشکیل دولتی جدید منحصراً بر پایهٔ اصول اعلامیه بود.
موضوع مناقشه‌برانگیز الحاق یا عدم الحاق ایالات برده‌دار جدید به ایالات متحده هم‌زمان شد با دوره‌ای که دوباره همهٔ توجه‌ها به سوی اعلامیه جلب شده بود. نخستین مناظرهٔ عمومی مهم دربارهٔ برده‌داری و اعلامیهٔ استقلال طی جنجال میزوری در خلال سال‌های ۱۸۱۹ تا ۱۸۲۱ روی داد. مخالفان برده‌داری در کنگره استدلال می‌کردند که لحن و کلام اعلامیه نشان‌دهندهٔ آن است که پدران بنیادگذار ایالات متحده با اصول برده‌داری مخالفت وزیده‌اند و ایالات برده‌دار جدید نباید به انضمام کشور در بیایند. موافقان برده‌داری در کنگره نیز به رهبری سناتور نتانیل میکان از کارولینای شمالی، استدلال می‌کردند که چون اعلامیه جزئی از قانون اساسی نیست، ربطی به این موضوع ندارد.
با قوت گرفتن جنبش الغای برده‌داری، مدافعان برده‌داری چون جان راندولف و جان سی. کالهون لازم دانستند که ادعای اعلامیه مبنی بر «برابر آفریده شدن همهٔ انسان‌ها» را زیر سؤال ببرند یا دست‌کم اطلاق آن بر سیاه‌پوستان را انکار کنند. به عنوان مثال به هنگامی که در سال ۱۸۵۳ مذاکرات بر روی مصوبهٔ کانزاس–نبراسکا در جریان بود، سناتور جان پتیت، نمایندهٔ ایندیانا، «برابر آفریده شدن همهٔ انسان‌ها» را به جای آنکه «حقیقی بدیهی» فرض کند، «دروغی آشکار» خواند. مخالفان مصوبهٔ کانزاس–نبراسکا، از جمله سالمون پی. چیس و بنجامین وید، از اعلامیهٔ استقلال و به زعم خودشان اصول ضد برده‌داری آن، دفاع کردند.

### لینکلن و اعلامیه

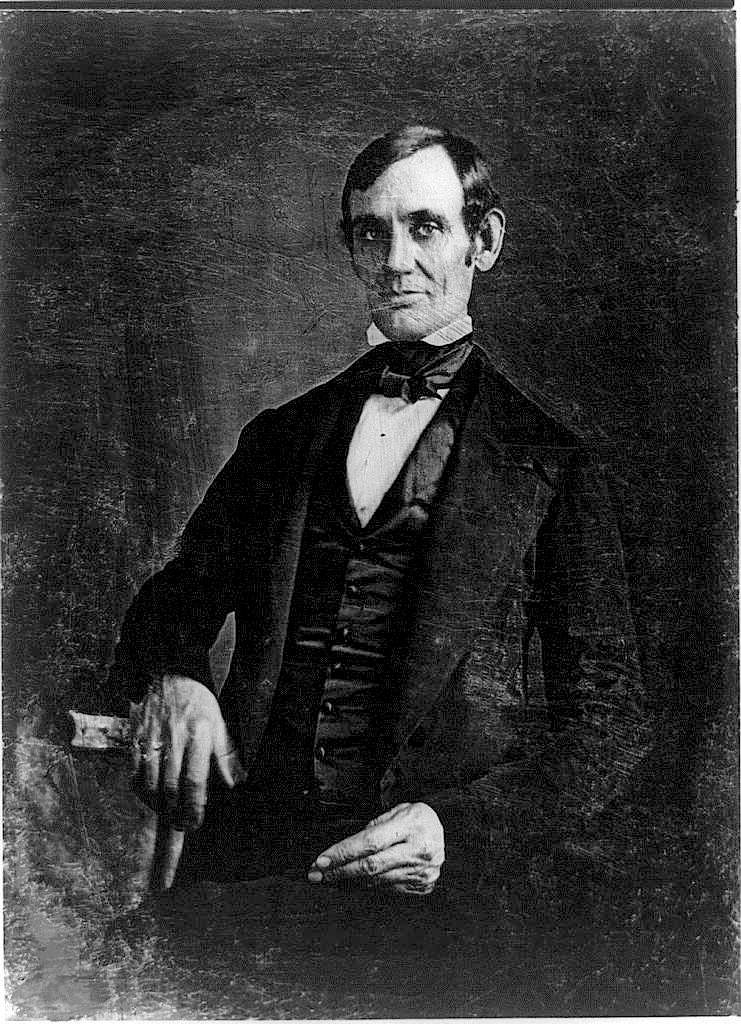
پرتره‌ای از آبراهام لینکلن در سال ۱۸۴۶

آبراهام لینکلن در سال ۱۸۵۴ پی‌گیر رابطهٔ اعلامیه با برده‌داری شد. در آن هنگام، لینکن از اعضای سابق و نه چندان مشهور کنگره به حساب می‌آمد که از پدران بنیان‌گذار برای خود بت ساخته بود. لینکلن عقیده داشت که اعلامیهٔ استقلال، والاترین اصول و ارزش‌های انقلاب آمریکا را تبیین کرده‌است و پدران بنیان‌گذار تنها بدین امید که برده‌داری در نهایت از میان خواهد رفت، آن را تحمل کرده‌اند. به باور لینکلن، ایالات متحده با مشروعیت بخشیدن به گسترش برده‌داری در مصوبهٔ کانزاس–نبراسکا، در راه محقق ساختن آرمان‌های انقلابی‌اش، سیر قهقرایی را پیموده بود. در سال ۱۸۵۴ لینکلن در نطق پیوریا گفت:
تقریباً هشتاد سال پیش، با اعلام آنکه همهٔ انسان‌ها برابر آفریده شده‌اند این کشور را بنیان گذاشتیم؛ اما اکنون از آن آغاز باشکوه به چنین وضعیتی تنزل پیدا کرده‌ایم که اعلام کنیم که این «حق مقدس» برخی از انسان‌هاست که دیگران را به بردگی بگیرند . . . ردای جمهوریت‌خواه ما آلوده شده و بر روی خاک کشیده شده‌است. بیایید تا دوباره منزهش کنیم . . . بیایید تا دوباره اعلامیهٔ استقلال را ارج نهیم و همراه آن، رسوم و تدابیری را که با آن هماهنگی دارند به کار گیریم . . . اگر چنین کنیم، نه تنها اتحادیه را حفظ کرده‌ایم بلکه آن را برای همیشه لایق حفظ کردن کرده‌ایم.
در مناظره‌های مشهور بین لینکلن و استفان داگلاس در سال ۱۸۵۸ چندین و چند بار بر روی معنا و مفهوم راستین اعلامیه بحث درگرفت. داگلاس استدلال می‌کرد که «برابر آفریده شدن همهٔ انسان‌ها» در اعلامیه تنها معنای مردان سفید را افاده می‌کند. به عقیدهٔ او مقصود از صدور اعلامیه تنها و تنها توجیه استقلال‌طلبی ایالات متحده از بریتانیا بوده‌است و نه برابر قرار دادن هر «نژاد پست و دون شأنی» با نژاد سفید. اما به عقیدهٔ لینکلن بیان و لحن اعلامیه به گونه‌ای بود که آن را الزاماً جهان‌شمول می‌ساخت و ارزش‌های اخلاقی والایی را مطرح کرده بود که رسیدن به آن‌ها بایستی آماج تلاش‌های جمهوری آمریکا قرار گیرد. در همین رابطه لینکلن اظهار می‌کرد «گمان می‌کنم که اعلامیه اصلاح و بهبود روزافزون وضعیت همهٔ انسان‌ها در سرتاسر جهان را مد نظر داشته‌است». به عقیدهٔ پائولین مایر، تفسیر داگلاس از اعلامیه از نظر تاریخی صحیح‌تر بوده‌است اما دیدگاه لینکن سرانجام بر دیدگاه داگلاس غالب گشت. مایر می‌نویسد «به‌دست لینکن بود که اعلامیهٔ استقلال به سندی زنده بدل گشت؛ با اهدافی معین که با گذشت زمان محقق شدند».

هیچ دلیلی وجود ندارد که چرا سیاه‌پوستان مستحق برخورداری از حقوق طبیعی‌ای نباشد که در اعلامیهٔ استقلال ذکر شده‌است: حق زندگی، آزادی، و جستجوی خوشبختی. معتقدم که آن‌ها نیز به همان اندازهٔ سفیدپوستان مستحق برخورداری از این حقوق‌اند.

آبراهام لینکلن، ۱۸۵۸
لینکلن همچون پیشینیانش: دنیل وبستر، جیمز ویلسون، و جوزف استوری بیان می‌داشت که اعلامیهٔ استقلال سندی بنیادین برای ایالات متحده است و به همین سبب حاوی اشاراتی مهم است که توجه به آن‌ها برای فهم و تفسیر قانون اساسی که یک دهه پس از صدور اعلامیهٔ استقلال به تصویب رسید ضروری می‌نماید. اگرچه در قانون اساسی واژهٔ «برابری» استعمال نشده بود، اما به باور لینکلن «برابر آفریده شدن همهٔ انسان‌ها» به یکی از اصول بنیادین ملت تبدیل شده بود. این باور در جملات آغازین نطق مشهور گتیسبورگ مشهود است: «هشتاد و هفت سال پیش پدرانمان در این سرزمین ملتی جدید پدید آوردند؛ ملتی که رؤیای آزادی در سر داشت و خود را وقف رسیدن به این خواسته کرده بود که همهٔ انسان‌ها برابر آفریده شده‌اند».
دیدگاه لینکلن مبنی بر در نظر گرفتن اعلامیهٔ استقلال به عنوان راهنمایی اخلاقی برای تفسیر قانون اساسی تأثیری عمیق بر دیگران گذاشت. گری ویلس در سال ۱۹۹۲ نوشته‌است: «اکنون برای اکثر مردم، اعلامیهٔ استقلال به همان معنایی است که لینکلن می‌خواست باشد، روشی برای اصلاح قانون اساسی بدون برهم زدنش». تحسین‌کنندگان لینکلن، همچون هری وی. جافا، این اقدام لینکلن را مورد تمجید قرار دادند. منتقدان او، همچون ویلمور کندال و مل برادفورد، عقیده دارند که لینکن متهورانه محدودهٔ حاکمیت ملی را بسط داده و با دخیل کردن اعلامیه در قانون اساسی، حقوق ایالت‌ها را زیر پا گذاشته‌است.

### حق رأی زنان و اعلامیه
اولین همایش دربارهٔ حقوق زنان در ژوئیهٔ ۱۸۴۸ در سنکا فالس نیویورک برگزار شد. الیزابت کدی استانتون، لوکرتیا مات، مری آن مک‌کلینتاک، مارتا وایت، و جین هانت مسئولیت برگزاری این همایش را بر عهده گرفتند. در پایان همایش، شرکت‌کنندگان با صدور «اعلامیهٔ احساسات» که از اعلامیهٔ استقلال الگوبرداری شده بود، خواهان برابری سیاسی و اجتماعی زنان و مردان شدند. شعار آنان «همهٔ مردان و زنان برابر آفریده شده‌اند» بود و اعضای مجمع خواهان اعطای حق رأی به زنان شدند. جنبش حق رأی برای زنان را ویلیام لوید گریسون و فردریک داگلاس پشتیبانی کردند.